# Леђо-Фере (Пјаченца)
Леђо-Фере је насеље у Италији у округу Пјаченца, региону Емилија-Ромања.
Према процени из 2011. у насељу је живело 50 становника. Насеље се налази на надморској висини од 408 м.